# Gustav II Adolfs bibel
Gustav II Adolfs bibel, officiellt Biblia, Thet är: All then Helgha Scrifft, På Swensko. Effter förre Bibliens Text, oförandrat, utgavs under Gustav II Adolfs regeringstid år 1618 och var en reviderad version av Gustav Vasas bibel. Ett av syftena med Gustav II Adolfs bibel var att göra texten mer tillgänglig för läsaren och man lät infoga versindelningar.

### Fotnoter
1. ↑  ”Bibelns historia”. Dagen. 12 december 2002. http://www.dagen.se/kultur/bibelns-historia-1.255904. Läst 5 maj 2016.